# 君の瞳に恋してる
「君の瞳に恋してる」（きみのひとみにこいしてる、英: Can't Take My Eyes Off You）は、フランキー・ヴァリが1967年に発表した楽曲。数多くの歌手にカバーされているスタンダード・ナンバー。カバー曲としては「Can't Take My Eyes Off Of You」の表記も使われる。
作詞・作曲はボブ・クルーとボブ・ゴーディオ。フォー・シーズンズならびにヴァリの代表作の一つとして知られる。

## 概要

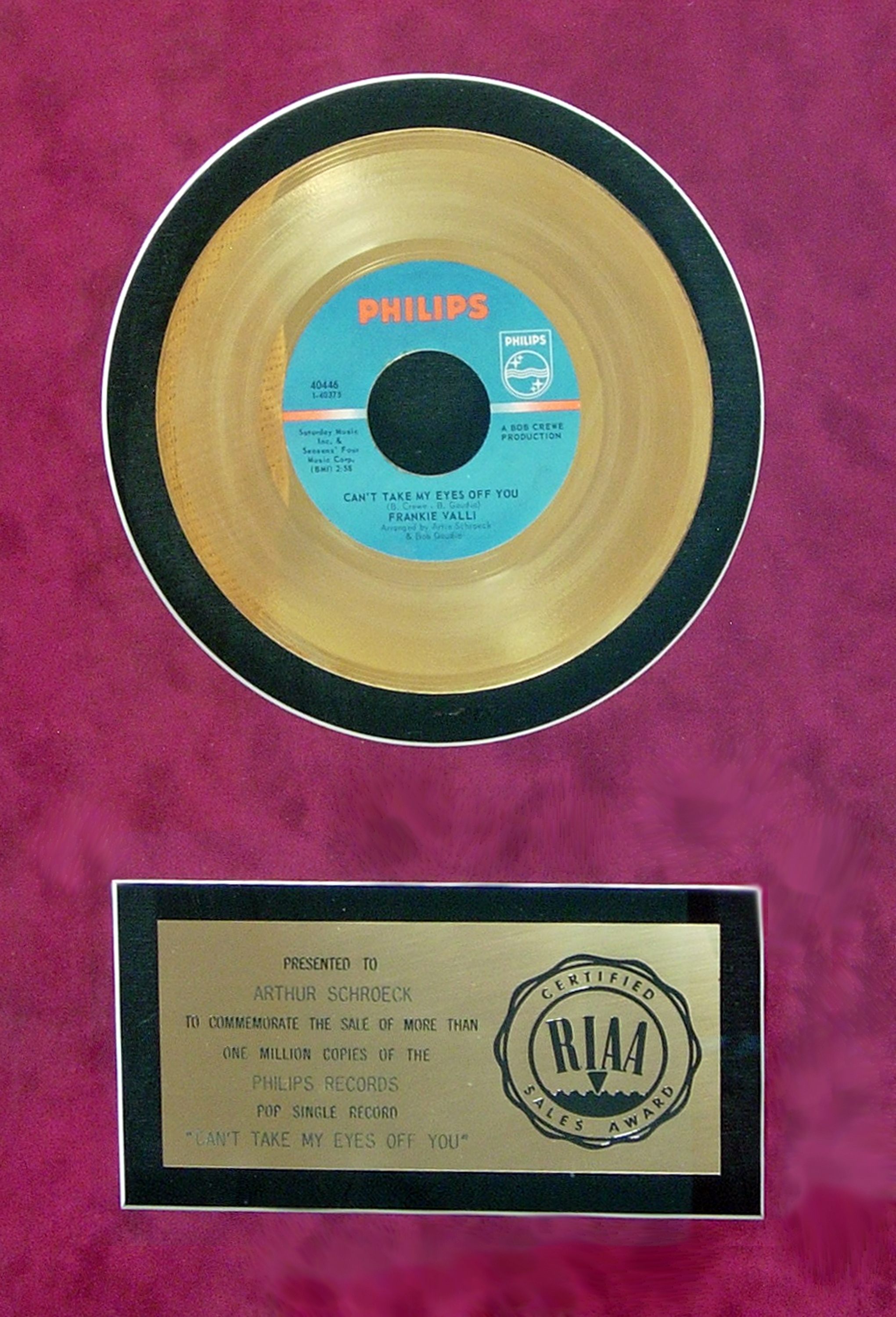
フランキー・ヴァリ「君の瞳に恋してる」のシングル盤に対してアメリカレコード協会が授与したゴールドディスクのレコード。これはアレンジャーのアーティ・シュレックに授与されたもの。

### オリジナル・バージョン
ボブ・クルーとボブ・ゴーディオが作詞作曲し、クルーがプロデューサーを務め、ニューヨークのA&Rレコーディング・スタジオでレコーディングは行われた。編曲はアーティ・シュロエックとゴーディオが行った。1967年4月、フォー・シーズンズのフランキー・ヴァリのソロシングルとして発売された。のちにアルバム『The 4 Seasons Present Frankie Valli Solo』に収録された。『ビルボード』誌では、同年7月22日に最高位の週間ランキング第2位を獲得した。1967年ビルボード誌の年間ランキングでは第10位。
BMI調べによる「20世紀にアメリカのテレビやラジオで最もオンエアされた100曲」のランキングでは、600万回以上のオンエアで5位にランクインされた。

### その他のバージョン
1981年、ボーイズ・タウン・ギャングが発表したアルバム『Disc Charge』にディスコ調にアレンジしたバージョンが収録された。グループは1982年7月にイギリスなどでシングルカットし、日本ではオリコン洋楽シングルチャートで1982年12月6日付から3週連続1位を獲得した。英国で4位、アイルランドで5位、オランダで1位、ベルギーで1位を記録した。
多くのアーティストがカバーしていることで知られる。サッカー、高校野球の応援歌としても使われているほか、ダイハツ・MAXのCM曲にも使用された。（#カバー参照）
SALLYによる同名の曲は作詞/康珍化、作曲/鈴木キサブローによる異曲である。

## 映画での使用例
- 『ディア・ハンター』（1978年） - 2度登場する。1度目は鉄工所に勤めるロバート・デ・ニーロたちがビリヤードに興じるシーン。ラジオから流れ、全員で合唱する。2度目は結婚式のシーン。バンドリーダーのジョー・グリファシが壇上で歌う。
- 『恋のゆくえ/ファビュラス・ベイカー・ボーイズ』（1989年） - キャストのミシェル・ファイファーが歌う。
- 『コーンヘッズ』（1993年） - モートン・ハルケットのバージョン。
- 『陰謀のセオリー』（1997年） - フランキー・ヴァリのオリジナル・バージョン。
- 『恋のからさわぎ』（1999年） - ヒース・レジャーが求愛の場面で歌う。マーチング・バンドが途中から歌に合わせる。
- 『わたしが美しくなった100の秘密』（1999年） - キャストのデニス・リチャーズらが歌う。
- 『ブリジット・ジョーンズの日記』（2001年） - アンディ・ウィリアムスのバージョン。
- 『天安門、恋人たち』（2006年） - アンディ・ウィリアムスのバージョン。
- 『ホテル・エルロワイヤル』（2018年） - フランキー・ヴァリのオリジナル・バージョン。

## カバー
- ボーイズ・タウン・ギャング
- Vikki Carr
- アンディ・ウィリアムス
- ローリン・ヒル - 曲名は「Can't Take My Eyes Off Of You」[8]。
- ペット・ショップ・ボーイズ[9]
- シーナ・イーストン
- スプリームス
- ミューズ
- モートン・ハルケット - 映画『コーンヘッズ』にて
- パーシー・フェイス
- マニック・ストリート・プリーチャーズ
- バリー・マニロウ
- レターメン
- ナンシー・ウィルソン
- ダイアナ・ロス
- グロリア・ゲイナー
- テンプテーションズ
- エンゲルベルト・フンパーディンク[10]
- イージービーツ
- ミシェル・ファイファー 主演した映画『恋のゆくえ/ファビュラス・ベイカー・ボーイズ』内にて
- アンバサダーズ - 曲名は「Can't Take My Eyes Off Of You」[11]
- Suburban Legends
- Next Phaze
- Efi Thodi
- Emilee Flood - 曲名は「I love you baby」
- BEATBOX
- LAS seventies
- hermes house band - 曲名は「Can't Take My Eyes Off Of You」。
- スタイリスティックス
- The Lennon Sisters[12]
- 張惠妹
- 101ストリングス
- 少女時代　-Girls & Peace- Japan 2nd Tour 内にて
- 劉美君
- 黎明
- CHANGE UP - 「Crazy Ride」収録 SKAPUNKカバー
- 椎名林檎 - 曲名は「君ノ瞳ニ恋シテル」。
- JUJU - 曲名は「Can't Take My Eyes Off Of You」。
- ZARD - 曲名は「Can't Take My Eyes Off Of You」。
- MISIA - 曲名は「Can't Take My Eyes Off Of You」。
- 小比類巻かほる
- 少女隊
- ツインキー（シングル「ザ・ピーナッツ・ヒット・パレード」B面。少女隊版と同一詞）
- 中森明菜 - アルバム『cage』に収録。曲名は「Can't Take My Eyes Off Of You」。
- NOB SUMMER（TUBE）- 2002年のアルバム「good day sunshine」に収録されている。曲名は「Can't take my eyes off of you」。
- Sowelu - 曲名は「Can't Take My Eyes Off Of You」。
- Tommy february6 - 曲名は「Can't take my eyes off of you」。NOB SUMMER、Sowelu、Tommy february6によるカバーはいずれもダイハツ・MAXのCMソングとして使用された。
- ハローキティ（声優：林原めぐみ）[13] - 曲名は「CAN'T TAKE MY EYES OFF OF YOU〜君の瞳に恋してる〜」。サンリオピューロランドのキャラクターショーにて披露されることがある。サンリオピューロランド限定販売のCD『cuty pop』に収録された。
- Ken Yokoyama
- TRICERATOPS - アルバム『LOVE IS LIVE』収録。曲名は「CAN'T TAKE MY EYES OFF OF YOU」。
- Fat Prop
- MEN'S 5
- KinKi Kids
- FRIED PRIDE
- JILS - 曲名は「CAN'T TAKE MY EYES OFF OF YOU」。
- noon
- cargo
- UZ（織田裕二） - シングル「君の瞳に恋してる」収録。テレビドラマ『太陽と海の教室』主題歌。
- THE SALINGER
- マリーン
- cosi cosi
- 押尾コータロー（演奏のみ）
- 白根真理子
- 櫻井翔 - ライブビデオ「スッピンアラシ」収録。曲名は「CAN'T TAKE MY EYES OFF OF YOU」。
- THE HATE HONEY
- 桜田淳子
- 山下達郎 - 「CHEER_UP!_THE_SUMMER」のC/W曲に「CAN'T TAKE MY EYES OFF YOU 〜君の瞳に恋してる (Live)」で収録（OFFの後ろにOFが含まれていない）
- 山中千尋（演奏のみ）- 曲名は「Can't Take My Eyes Off Of You」。
- 三代目J Soul Brothers - アルバム『MIRACLE』収録。曲名は「君の瞳に恋してる-Can't Take My Eyes Off You-」。
- Q;indivi
- EXILE TRIBE - アルバム『EXILE TRIBE REVOLUTION』収録。曲名は「君の瞳に恋してる-Can't Take My Eyes Off You-」。
- YU-A - アルバム『PURPLE』収録。曲名は「Can't Take My Eyes Off You 〜君の瞳に恋してる〜」。（Offの後ろにOfが含まれていない）
- 中川晃教 - 曲名は「Can't Take My Eyes Off Of You」。
- Little Glee Monster - 曲名は「CAN'T TAKE MY EYES OFF OF YOU」。
- May J. - シングル「Have Dreams!」収録。
- 高垣彩陽 - シングル「Live & Try」収録。曲名は「Can't Take My Eyes Off Of You」。
- 寺尾聰
- スターダストレビュー
- 東京スカパラダイスオーケストラ
- ジェヒョン（NCT 127）
- ザ・ペンフレンドクラブ - 2024年のアルバム『Back In The Pen Friend Club』に収録。
- 熱帯JAZZ楽団 - アルバム『熱帯JAZZ楽団 XVI～Easy Lover～』収録。曲名は「CAN'T TAKE MY EYES OFF OF YOU」。